# 戈多夫尼克湖
58°50′39″N 28°40′53″E / 58.8441064°N 28.681397°E
戈多夫尼克湖（俄语：Годовник），是俄羅斯的湖泊，位於該國西北部，由普斯科夫州負責管轄，處於普柳薩區，面積0.21平方公里，海拔高度75米，集水區面積2.32平方公里，平均水深3米，最大水深8米。